# Francisco Hernández Álvarez
Francisco "Frank" Hernández Álvarez (1913 - 2005) fue un médico y profesor dominicano, especializado en cirugía. 
Hizo las primeras cirugías cardíacas, esofágicas y pulmonares en República Dominicana. Estas incluyeron la primera piloromiotomía (en 1947), primera lobectomía (1951), primera neurotomía retrogasseriana, primera simpatectomía dorsolumbar, y primera neumectomía (1953). 
En 1956, incursionó en las cirugías cardíacas, realizando la primera comisurotomía mitral por técnica cerrada.  En 1958, realizó la primera operación para corregir la tetralogía de Fallot y la primera resección de esófago.

## Formación
Realizó sus estudios primarios en su ciudad natal de Moca y luego se trasladó a Santo Domingo, para graduarse de bachiller en Ciencias Físicas y Naturales en la Escuela Normal Superior. Ingresó a la Universidad Autónoma de Santo Domingo, donde obtuvo su diploma de doctor en Medicina en octubre del 1941. Su tesis tuvo como título: “Algunas observaciones de peritonitis supuradas tratados por el alcohol etílico intraperitoneal.” 
Durante sus estudios fue practicante del Hospital Padre Billini desde 1937 donde recibió entrenamiento en cirugía con el Dr. Félix María Goico. Tras su graduación, se trasladó a San Juan de la Maguana, en donde fue médico sanitario y director del Hospital Santomé. Para 1944, fue nombrado director del Hospital Juan Pablo Pina, Haina (luego trasladado a San Cristóbal).
Posteriormente, salió del país entre 1946-1947 a hacer estudios avanzados de cirugía en el Billings Hospital hoy parte del University of Chicago Medical Center y en el Cooke County Hospital,
ambos en Chicago y luego en el Charity Hospital (New Orleans). 

## Reconocimientos
Por su ejemplar trayectoria como profesional de la medicina fue reconocido como uno de los padres de la medicina dominicana.
Las salas de cirugía de la clínica del Doctor Escaño, Centro de Pediatría y Especialidades y del hospital Juan Pablo Pina, llevan su nombre. Fue también reconocido como Maestro de la Medicina Dominicana por el Colegio Dominicano de Cirujanos.